# Robert Craig Kent

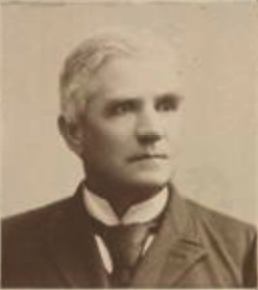
Robert C Kent 1891

Robert Craig Kent (* 28. November 1828 im Wythe County, Virginia; † 30. April 1905 in Wytheville, Virginia) war ein US-amerikanischer Politiker. Zwischen 1894 und 1898 war er Vizegouverneur des Bundesstaates Virginia.

## Werdegang
Robert Kent entstammte einer angesehenen Familie in Virginia. Sein gleichnamiger Vater war Großgrundbesitzer und Farmer. Der jüngere Kent besuchte die öffentlichen Schulen seiner Heimat und schrieb sich dann am Georgetown College in Washington, D.C. ein. Danach studierte er an der Princeton University. Nach einem anschließenden Jurastudium und seiner 1853 erfolgten Zulassung als Rechtsanwalt begann er in Wytheville in diesem Beruf zu arbeiten. Gleichzeitig schlug er als Mitglied der Demokratischen Partei eine politische Laufbahn ein. Er nahm als Delegierter an der Versammlung teil, die im Jahr 1861 den Austritt Virginias aus der Union beschloss. Zweimal war er Bezirksstaatsanwalt im Wythe County. Überdies saß er zweimal im Abgeordnetenhaus von Virginia. Er stieg auch in das Bankgewerbe ein und war viele Jahre lang Präsident der Farmers Bank of Wytheville.
1893 wurde Kent an der Seite von Charles Triplett O’Ferrall zum Vizegouverneur von Virginia gewählt. Dieses Amt bekleidete er zwischen 1894 und 1898. Dabei war er Stellvertreter des Gouverneurs und Vorsitzender des Staatssenats. Nach dem Ende seiner Zeit als Vizegouverneur ist er politisch nicht mehr in Erscheinung getreten. Er starb am 30. April 1905 in Wytheville.